# Ultimi echi di guerra
Ultimi echi di guerra (Distant Thunder) è un film statunitense del 1988 diretto da Rick Rosenthal.